# Karl Hugo Larsson
Karl Hugo Larsson, född 8 april 1898 i Fårö församling, Gotlands län, död 15 maj 1988 i Sofia församling, Stockholm, var en svensk civilingenjör.

## Biografi
Larsson var son till köpmannen L O Larsson och Hilda Smitterberg. Han tog studentexamen i Visby 1916, studerade vid Kungliga Tekniska högskolan (KTH) 1917–1921 och var anställd vid ritkontoret på F Schichau Schiffswerft i Elbing 1922–1923. Larsson var ingenjör vid flottans varv i Karlskrona 1924, varvsingenjör vid Gåshaga varv på Lidingö 1924 och teknisk biträdande kustbevakningsinspektör vid tullverket 1925–1935. Han var assistent i skeppsbyggningslära vid KTH 1928–1940, konsulterande fartygskonstruktör i Stockholm från 1936 och magistratens i Stockholms besiktningsman för fartyg från 1934.
Larsson gifte sig 1927 med Aina Edvall. Karl Hugo Larsson är begravd på Fårö kyrkogård.